# Cenizo (heráldica)

Cenizo

En heráldica, el cenizo es un esmalte, el color del hierro y los muros. No se utiliza en la heráldica inglesa pero es frecuente en el resto de Europa, principalmente en Alemania y, a raíz de ello, en Francia. En la heráldica italiana los esmaltes cenizos han sido con frecuencia reemplazados por el azul celeste. En ediciones inglesas, el nombre "cenizo" aparecerá como cendrée, es decir, en francés.
- Datos: Q218173
- Multimedia: Cendrée (gray in heraldry) / Q218173